# Зубово-Полянський район
Зу́бово-Поля́нський район (мокш. Зубунь аймак, ерз. Пейкужо буе, рос. Зубово-Полянский район) — муніципальний район у складі Мордовії, Росія. Історично займає північну територію Мокшень Мастор.
Адміністративний центр — селище міського типу Зубова Поляна.

## Населення
Населення району становить 54303 особи (2019, 59256 у 2010, 65735 у 2002).

## Адміністративно-територіальний поділ
На території району 4 міських та 18 сільських поселень:
| Поселення                                 | Площа, км² | Населення, осіб (2002) | Населення, осіб (2010) | Населення, осіб (2019) | Центр              | Населені пункти |
| ----------------------------------------- | ---------- | ---------------------- | ---------------------- | ---------------------- | ------------------ | --------------- |
| Зубово-Полянське міське поселення         | 225,22     | 11326                  | 11312                  | 10796                  | Зубова Поляна      | 5               |
| Потьминське міське поселення              | 114,58     | 4421                   | 4183                   | 3925                   | Потьма             | 2               |
| Умьотське міське поселення                | 119,77     | 3191                   | 2979                   | 2667                   | Умьот              | 3               |
| Яваське міське поселення                  | 260,57     | 12215                  | 13662                  | 13311                  | Явас               | 4               |
| Анаєвське сільське поселення              | 428,25     | 2181                   | 1638                   | 1156                   | Анаєво             | 17              |
| Ачадовське сільське поселення             | 48,97      | 1002                   | 822                    | 593                    | Ачадово            | 5               |
| Вишинське сільське поселення              | 449,40     | 1405                   | 1040                   | 768                    | Виша               | 4               |
| Горенське сільське поселення              | 62,18      | 825                    | 716                    | 558                    | Горенка            | 6               |
| Дубительське сільське поселення           | 58,23      | 1732                   | 1409                   | 1099                   | Дубитель           | 4               |
| Жуковське сільське поселення              | 107,14     | 660                    | 573                    | 475                    | Жуковка            | 2               |
| Зарубкинське сільське поселення           | 45,65      | 1115                   | 1066                   | 967                    | Зарубкино          | 4               |
| Леплейське сільське поселення             | 82,78      | 6810                   | 5393                   | 5255                   | Леплей             | 2               |
| Мордовсько-Пімбурське сільське поселення  | 29,05      | 633                    | 555                    | 394                    | Мордовський Пімбур | 1               |
| Мордовсько-Полянське сільське поселення   | 142,26     | 1935                   | 1608                   | 1255                   | Мордовська Поляна  | 9               |
| Нововисельське сільське поселення         | 69,56      | 1506                   | 1507                   | 1378                   | Нові Виселки       | 4               |
| Новопотьминське сільське поселення        | 50,01      | 796                    | 710                    | 569                    | Нова Потьма        | 4               |
| Пічпандинське сільське поселення          | 43,65      | 766                    | 654                    | 491                    | Пічпанда           | 1               |
| Сосновське сільське поселення             | 91,62      | 5213                   | 4557                   | 4561                   | Сосновка           | 3               |
| Старобадіковське сільське поселення       | 106,01     | 1415                   | 1107                   | 795                    | Старе Бадіково     | 4               |
| Тархансько-Потьминське сільське поселення | 64,68      | 1285                   | 1075                   | 821                    | Тарханська Потьма  | 3               |
| Уголківське сільське поселення            | 60,74      | 595                    | 590                    | 545                    | Уголок             | 6               |
| Ширінгуське сільське поселення            | 49,11      | 2424                   | 2100                   | 1924                   | Ширінгуші          | 1               |

- 25 травня 2012 року було ліквідоване Підлясовське сільське поселення, його територія увійшла до складу Вадово-Селищенського сільського поселення[4].
- 17 травня 2018 року було ліквідоване Студенецьке сільське поселення, його територія увійшла до складу Анаєвського сільського поселення; ліквідовані Ізвестковське сільське поселення та Свіженське сільське поселення, їхні території увійшли до складу Вишинського сільського поселення[5].
- 24 квітня 2019 року були ліквідовані Вадово-Селищенське сільське поселення та Каргашинське сільське поселення, їхні території увійшли до складу Анаєвського сільського поселення; ліквідоване Журавкинське сільське поселення, його територія увійшла до складу Дубительського сільського поселення; ліквідоване Булдигінське сільське поселення, його територія увійшла до складу Мордовсько-Полянського сільського поселення; ліквідоване Новобадіковське сільське поселення, його територія увійшла до складу Старобадіковського сільського поселення[6].

## Найбільші населені пункти
Найбільші населені пункти з чисельністю населення понад 1000 осіб:
| №  | Населений пункт | Населення, осіб (2002) | Населення, осіб (2010) |
| -- | --------------- | ---------------------- | ---------------------- |
| 1  | Зубова Поляна   | 10 355                 | 10 338                 |
| 2  | Явас            | 7 964                  | 7 941                  |
| 3  | Потьма          | 4 396                  | 4 171                  |
| 4  | Сосновка        | 3 700                  | 3 122                  |
| 5  | Парца           | 3 127                  | 3 017                  |
| 6  | Ударний         | 3 664                  | 2 831                  |
| 7  | Умьот           | 3 005                  | 2 822                  |
| 8  | Леплей          | 3 146                  | 2 562                  |
| 9  | Ширінгуші       | 2 424                  | 2 100                  |
| 10 | Озерний         | 2 021                  | 1 619                  |
| 11 | Молочниця       | 1 489                  | 1 423                  |
| 12 | Лісний          | 1 387                  | 1 085                  |